# Balón de Oro 1991
La edición de 1991 del Balón de Oro, 36º edición del premio de fútbol creado por la revista francesa France Football, fue ganada por el francés Jean-Pierre Papin (Olympique Marsella).
El jurado estuvo compuesto por 29 periodistas especializados, de cada una de las siguientes asociaciones miembros de la UEFA: Albania, Alemania, Austria, Bélgica, Bulgaria, Checoslovaquia, Chipre, Dinamarca, Escocia, España, Finlandia, Francia, Grecia, Hungría, Inglaterra, Irlanda, Islandia, Italia, Luxemburgo, Malta, Países Bajos, Polonia, Portugal, Rumanía, Suecia, Suiza, Turquía, Unión Soviética y Yugoslavia.
El resultado de la votación fue publicado en el número 2385 de France Football, el 24 de diciembre de 1991.

## Sistema de votación
Cada uno de los miembros del jurado elige a los que a su juicio son los cinco mejores futbolistas europeos. El jugador elegido en primer lugar recibe cinco puntos, el elegido en segundo lugar cuatro puntos y así sucesivamente.
De esta forma, se repartieron 435 puntos, siendo 145 el máximo número de puntos que podía obtener cada jugador (en caso de que los 29 miembros del jurado le asignaran cinco puntos).

## Clasificación final
| Puesto | Jugador               | Equipo                      | Votos | Votos | Votos | Votos | Votos | Votos | Puntos |
| Puesto | Jugador               | Equipo                      | 1º    | 2º    | 3º    | 4º    | 5º    | Total | Puntos |
| ------ | --------------------- | --------------------------- | ----- | ----- | ----- | ----- | ----- | ----- | ------ |
| 1º     | Jean-Pierre Papin     | Olympique Marsella          | 26    | 2     | 1     |       |       | 29    | 141    |
| 2º     | Dejan Savićević       | Estrella Roja               | 2     | 5     | 2     | 3     |       | 12    | 42     |
|        | Darko Pančev          | Estrella Roja               |       | 6     | 5     | 1     | 1     | 13    | 42     |
|        | Lothar Matthäus       | Inter de Milán              |       | 4     | 4     | 6     | 2     | 16    | 42     |
| 5º     | Robert Prosinečki     | Estrella Roja / Real Madrid |       | 5     | 2     | 3     | 2     | 12    | 34     |
| 6º     | Gary Lineker          | Tottenham Hotspurs          | 1     | 1     | 5     | 2     | 5     | 14    | 33     |
| 7º     | Gianluca Vialli       | Sampdoria                   |       | 1     | 1     | 5     | 1     | 8     | 18     |
| 8º     | Miodrag Belodedici    | Estrella Roja               |       | 3     | 1     |       |       | 4     | 15     |
| 9º     | Mark Hughes           | Manchester United           |       |       | 1     | 3     | 3     | 7     | 12     |
| 10º    | Chris Waddle          | Olympique Marsella          |       | 2     | 1     |       |       | 3     | 11     |
| 11º    | Michael Laudrup       | Barcelona                   |       |       | 1     | 1     | 2     | 4     | 7      |
| 12º    | Rudi Völler           | Roma                        |       |       |       | 2     | 1     | 3     | 5      |
| 13º    | Aitor Begiristain     | Barcelona                   |       |       | 1     |       |       | 1     | 3      |
|        | Bruno Martini         | Auxerre                     |       |       | 1     |       |       | 1     | 3      |
|        | Paul McGrath          | Aston Villa                 |       |       | 1     |       |       | 1     | 3      |
|        | Dean Saunders         | Derby County / Liverpool    |       |       | 1     |       |       | 1     | 3      |
|        | Hristo Stoichkov      | Barcelona                   |       |       | 1     |       |       | 1     | 3      |
|        | Stéphane Chapuisat    | Borussia Dortmund           |       |       |       | 1     | 1     | 2     | 3      |
| 19º    | Roberto Mancini       | Sampdoria                   |       |       |       | 1     |       | 1     | 2      |
|        | Marco van Basten      | Milan                       |       |       |       | 1     |       | 1     | 2      |
| 21º    | Laurent Blanc         | Montpellier / Nápoles       |       |       |       |       | 1     | 1     | 1      |
|        | Guido Buchwald        | Stuttgart                   |       |       |       |       | 1     | 1     | 1      |
|        | Thomas Doll           | Hamburgo SV/ Lazio          |       |       |       |       | 1     | 1     | 1      |
|        | Stefan Effenberg      | Bayern Munich               |       |       |       |       | 1     | 1     | 1      |
|        | Ruud Gullit           | Milan                       |       |       |       |       | 1     | 1     | 1      |
|        | George Hagi           | Real Madrid                 |       |       |       |       | 1     | 1     | 1      |
|        | Guy Hellers           | Standard Lieja              |       |       |       |       | 1     | 1     | 1      |
|        | Alekséi Mijailichenko | Sampdoria / Glasgow Rangers |       |       |       |       | 1     | 1     | 1      |
|        | Gianluca Pagliuca     | Sampdoria                   |       |       |       |       | 1     | 1     | 1      |
|        | Gary Pallister        | Manchester United           |       |       |       |       | 1     | 1     | 1      |
|        | Dimitris Saravakos    | Panathinaikos               |       |       |       |       | 1     | 1     | 1      |